# Rudgea mouririoides
Rudgea mouririoides är en måreväxtart som beskrevs av Paul Carpenter Standley. Rudgea mouririoides ingår i släktet Rudgea och familjen måreväxter. Inga underarter finns listade i Catalogue of Life.